# Cropia maudaea
Cropia maudaea är en fjärilsart som beskrevs av Dyar 1919. Cropia maudaea ingår i släktet Cropia och familjen nattflyn. Inga underarter finns listade i Catalogue of Life.